# Сквер Воинов-Освободителей
Сквер Воинов-Освободителей — один из скверов Санкт-Петербурга, находящийся во Фрунзенском районе между улицей Димитрова, Бухарестской улицей, Дунайским проспектом и Загребским бульваром в историческом районе Купчино. Площадь сквера составляет 25,11 га.

## Название
23 сентября 2020 года на заседании Топонимической комиссии Санкт-Петербурга был рассмотрен вопрос о присвоении названия безымянному скверу на Загребском бульваре. Одобренный администрацией Фрунзенского района вариант «Загребский сквер» был рассмотрен, но не принят. Рекомендовано было название «сквер Воинов-Освободителей». 9 декабря 2020 года это название было присвоено постановлением правительства Санкт-Петербурга №1044 в память о героях-освободителях Восточной Европы от фашизма в годы Второй Мировой войны с учётом того факта, что многие близлежащие улицы названы по городам, освобождённым Красной армией (Белградская, Будапештская, Бухарестская, Пражская, Софийская).

## История

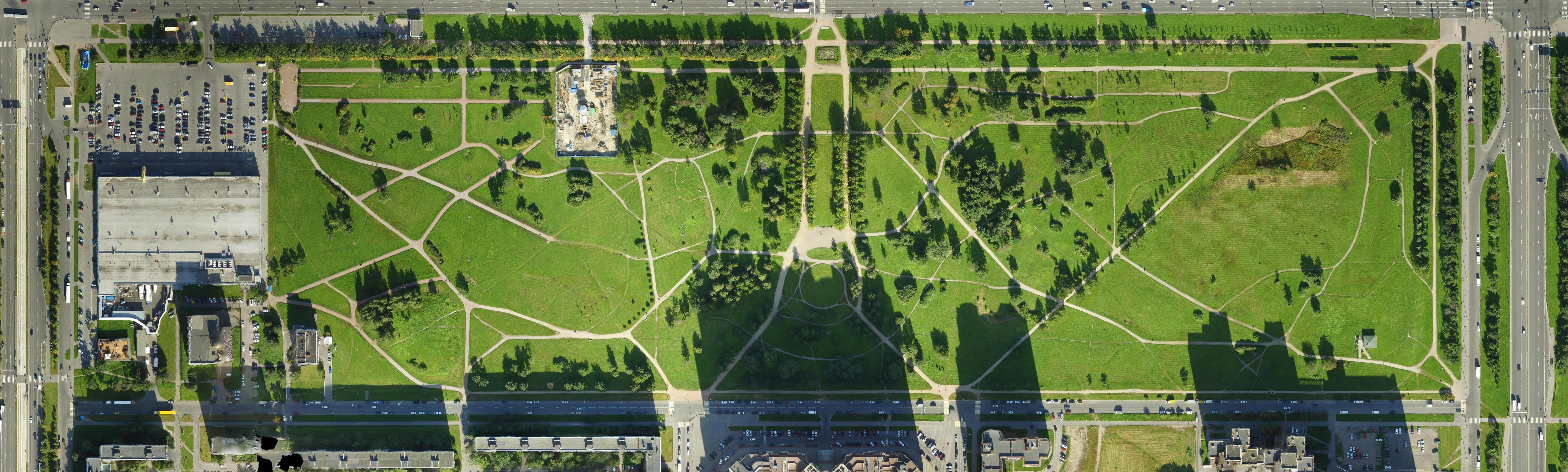
Сквер Воинов-Освободителей в 2019 году

До 1971 года южнее реки Волковки находилась Купчинская свалка. 26 июля 1971 года Ленинградским городским Советом депутатов трудящихся было принято решение о закрытии свалки и её рекультивации — впоследствии на этом месте образовалась зелёная зона, проходящая вдоль Загребского бульвара. В феврале 2021 года благотворительный фонд «Офицерский обком» выступил с инициативой установки в сквере памятника павшим Героям России.